# Gonomyia (Leiponeura) scelerata
Gonomyia (Leiponeura) scelerata is een tweevleugelige uit de familie steltmuggen (Limoniidae). De soort komt voor in het Neotropisch gebied.